# Paolo Ricchebono
Paolo Ricchebono (Genova, 21 luglio 1965) è un allenatore ed ex giocatore italiano di rugby a 15, per tutta la sua carriera seniores attivo nel ruolo di tre quarti ala nell'Amatori Milano.
Ha ricoperto anche ruoli dirigenziali sia in ambito di comitato federale regionale che di club.

## Biografia
Formatosi rugbisticamente nelle giovanili del Sestri giunse all'Amatori Milano nel 1984.
Nel 1990 raggiunse la semifinale di campionato, che il club mancava da 44 anni, marcando in entrambe le gare nonostante la sconfitta contro Rovigo.
Tuttavia già l'anno successivo fu tra coloro che contribuirono alla conquista del quindicesimo titolo del club milanese, impresa ripetuta nel 1993, 1995 e 1996, a cui si aggiungono la vittoria nella Coppa Italia 1994-95 e ulteriori due finali scudetto perse, nel 1994 contro L’Aquila e nel 1997 contro Benetton.
Si ritirò dall'attività nel 1998 con quattro scudetti e 97 mete marcate in campionato e 104 complessive per il club.
Dopo la fine della carriera agonistica ha ricoperto sia ruoli dirigenziali, come fondatore del club ligure Province dell’Ovest che come allenatore dello stesso, come tecnico delle giovanili del comitato federale Liguria, e consulente tecnico del Sanremo nel 2022.
Nel 2016 ha collaborato con la lista Pronti al cambiamento, in cui erano presenti altri elementi di spicco del rugby italiano come Diego Domínguez, in appoggio alla candidatura di Marzio Innocenti alla presidenza della Federazione Italiana Rugby.
Ricopre anche l'incarico di docente presso la facoltà di scienze motorie e sportive dell'università di Genova.

## Palmarès
- Campionati italiani: 4
Amatori Milano: 1990-91, 1992-93, 1994-95, 1995-96
- Coppe Italia: 1
Amatori Milano: 1994-95